# Michael Göhlich
Michael Göhlich (* 1954 in Stuttgart) ist ein deutscher Erziehungswissenschaftler und Seniorprofessor an der Universität Erlangen-Nürnberg. Von 2002 bis 2022 hatte er den Lehrstuhl für Allgemeine Pädagogik mit Schwerpunkt Organisationspädagogik an der Friedrich-Alexander Universität Erlangen-Nürnberg inne.

## Leben
Nach dem Studium der Sonderpädagogik und Germanistik an der PH Reutlingen und der Universität Tübingen, das er 1979 mit dem 1. Staatsexamen für das Lehramt an Sonderschulen (Examensarbeit: Psycholinguistische Theorieansätze und ihre Konsequenzen für ein Förderkonzept Behinderter) abschloss, arbeitete er zunächst als Lehrer in einer Schule für Körperbehinderte, bevor er von 1983 bis 1988 ein Studium der Erziehungswissenschaft, Politologie und Psychologie an der Freien Universität Berlin aufnahm. In seiner Diplomarbeit (1987) hat er sich mit Bestimmungen innovativer Pädagogik in der Theorie und Praxis der kommunalen Kindertagesstätten von Reggio Emilia beschäftigt. Es folgte von 1988 bis 1993 eine Tätigkeit als Wissenschaftlicher Mitarbeiter am Institut für Erziehungswissenschaft der Technischen Universität Berlin, die er mit der Promotion zum Dr. phil. an der FU Berlin abschloss (Dissertationsthema: Pädagogische Umgebung und Menschenbild. Zur Reform des schulischen Raums und ihren Hintergründen). 1995 bis 2001 war Göhlich Wissenschaftlicher Assistent am Institut für Erziehungswissenschaft (Fachgebiet Allgemeine und Historische Pädagogik) der TU Berlin, anschließend (2001/02) vertrat er die Universitätsprofessur für Erziehungswissenschaft mit dem Schwerpunkt Allgemeine Pädagogik an der Universität Siegen, bevor er schließlich zum Wintersemester 2002/03 die Universitätsprofessur für Pädagogik I an der Philosophischen Fakultät I der Universität Erlangen-Nürnberg antrat.
Er arbeitete am qualitativ-empirischen Forschungsprojekt zur „Entstehung des Sozialen in Ritualen und Ritualisierungen“ unter der Leitung von Christoph Wulf im Rahmen des an der FU Berlin eingerichteten Sonderforschungsbereichs „Kulturen des Performativen“ mit. 2001 legte Michael Göhlich seine Habilitationsschrift „System, Handeln, Lernen unterstützen. Eine Theorie der Praxis pädagogischer Institutionen“ vor.
Göhlich war an der Gründung der späteren Sektion Organisationspädagogik in der Deutschen Gesellschaft für Erziehungswissenschaft beteiligt. Er war langjähriger Sprecher des Vorstands der AG (2007), später Kommission (ab 2009), dann Sektion Organisationspädagogik (ab 2018) in der DGfE.

## Schriften (Auswahl)
- Göhlich, M.: Reggiopädagogik – Innovative Pädagogik heute. Zur Theorie und Praxis der kommunalen Kindertagesstätten von Reggio Emilia. Frankfurt/M.: R. G. Fischer 1988 (10. Auflage 2009)
- Göhlich, M.: Die pädagogische Umgebung. Eine Geschichte des Schulraums seit dem Mittelalter. Weinheim: Deutscher Studien Verlag 1993.
- Göhlich, M. System, Handeln, Lernen unterstützen. Eine Theorie der Praxis pädagogischer Institutionen. Weinheim: Beltz 2001.
- Wulf, Ch., Göhlich, M. u. a.: Das Soziale als Ritual. Zur performativen Bildung von Gemeinschaften. Opladen: Leske & Budrich 2001.
- Göhlich, M., Schröer, A., Weber, S.M.: Handbuch Organisationspädagogik. Springer Reference: Wiesbaden 2018